# Barron (Wisconsin)
Barron – miasto w Stanach Zjednoczonych, w stanie Wisconsin, w hrabstwie Barron.